# Osvaldo Reig
Osvaldo Alfredo Reig (* 14. August 1929 in Buenos Aires; † 13. März 1992 ebenda) war ein argentinischer Paläontologe und Zoologe, der sich besonders mit Evolution von Säugetieren befasste.

## Leben
Reig studierte an der Universidad de La Plata, war aber 1952 gezwungen,  sein Studium abzubrechen (erst 1973 erhielt er einen Ph.D. in Zoologie und Paläontologie von der Universität London) und war danach freiwilliger Mitarbeiter am Museo Argentino de Ciencias Naturales Bernardino Rivadavia, wo er sich mit fossilen Beuteltieren, Schwanz- und Froschlurchen befasste. Ab 1958 war er am Miguel Lillo Institut in Tucuman  und ab 1961 Professor an der Universidad de Buenos Aires, wo er das Labor für Evolutionsbiologie von Wirbeltieren leitete, in dem er begann, aufgrund des Genmaterials die Verwandtschaft lebender Säuger zu untersuchen. 1966 war er als Guggenheim Fellow am Museum of Comparative Zoology der Harvard University und wechselte im selben Jahr an die Universidad Central de Venezuela. Er blieb 15 Jahre in Venezuela, wo er auch an der Universidad de los Andes und an der Universidad Simón Bolívar lehrte. In dieser Zeit untersuchte er die evolutionäre Entwicklung einer kreisförmigen Chromosomenform bei Stachelratten der Gattung Proechymis. 1971 ging er mit einem weiteren Guggenheim-Stipendium nach London, wo er an der Universität und am Natural History Museum forschte. Nachdem er 1973 in London promoviert wurde, ging er nach Chile an die Universidad Austral de Chile, wo er das Institut für Ökologie und Evolution aufbaute, kehrte aber im selben Jahr nach Buenos Aires zurück, wo er wieder Professor an der Universität war. 1974 wurde er entlassen und ging aufgrund der politischen Verhältnisse wieder ins Exil nach Venezuela. 1983 kehrte er nach Argentinien zurück, wurde Wissenschaftler der nationalen Forschungsorganisation und gründete eine Forschungsgruppe für Evolutionsbiologie an der Universität Buenos Aires. In dieser Zeit befasste er sich mit der Evolution von Wühlern (Cricetidae) und Meerschweinchenverwandten (Caviomorpha).
1986 wurde er auswärtiges Mitglied der National Academy of Sciences und der Sowjetischen Akademie der Wissenschaften sowie der Third World Academy of Sciences. 1988 wurde er Ehrendoktor der Autonomen Universität von Barcelona und 1991 der Universität von Buenos Aires. 1983 gründete er die argentinische Gesellschaft für Mammalogie (Sociedad Argentina para el Estudio de los Mamíferos, SAREM) und war ihr erster Präsident.
Reig ist Erstbeschreiber des Herrerasaurus (1963) und von Saurosuchus (1959).

## Dedikationsnamen
Die Dinosaurierart Bonatitan reigi und die vom Aussterben bedrohte Olvaldo-Reig-Kammratte (Ctenomys osvaldoreigi) sind ihm zu Ehren benannt.